# Douhoun Bara
Douhoun Bara (auch: Douhou Bara, Doufaumbara, Doufoumbara, Doumoun Bara) ist ein Dorf in der Landgemeinde Gabi in Niger.

## Geographie
Douhoun Bara ist ein Grenzort zu Nigeria. Das Dorf liegt am linken Ufer des Trockentals Goulbi de Gabi und rund 26 Kilometer südlich des Hauptorts Gabi der gleichnamigen Landgemeinde, die zum Departement Madarounfa in der Region Maradi gehört. Zu den Siedlungen in der näheren Umgebung von Douhoun Bara zählen Rourouka Kada im Nordwesten und Maraka im Nordosten.
Douhoun Bara ist Teil der Übergangszone zwischen Sahel und Sudan. Die durchschnittliche jährliche Niederschlagsmenge beträgt hier zwischen 500 und 600 mm.

## Geschichte
Douhoun Bara war 2011 und 2014 von Cholera-Erkrankungen und -Todesfällen betroffen. Bereits Ende der 2010er Jahre kam es im Dorf wie in weiteren grenznahen Orten in der Region regelmäßig zu Viehdiebstählen. Im Jahr 2022 flüchteten über 13.000 Menschen vor Unsicherheit und Gewalt aus dem Norden des Nachbarlands Nigeria in die Region Maradi in Niger. Auch in Douhoun Bara wurden Flüchtlinge aufgenommen. In diesem Jahr lebten im Dorf 3000 Flüchtlinge alleine aus der nordnigerianischen Stadt Jibia. Neben Viehdiebstählen gab es in Douhoun Bara in dieser Zeit wiederholt Entführungen von Menschen mit Lösegeldforderungen.

## Bevölkerung
Bei der Volkszählung 2012 hatte Douhoun Bara 1178 Einwohner, die in 149 Haushalten lebten. Bei der Volkszählung 2001 betrug die Einwohnerzahl 857 in 129 Haushalten und bei der Volkszählung 1988 belief sich die Einwohnerzahl auf 1481 in 242 Haushalten.
Die Zone entlang des Trockentals gehört zu den am dichtesten besiedelten und zugleich zu den ärmsten Nigers, mit erhöhter Unterernährung.

## Wirtschaft und Infrastruktur
Douhoun Bara ist ein Durchgangsposten für die Ausfuhr von Vieh. Es gibt eine Schule im Dorf. Durch Douhoun Bara verläuft eine ausgebaute Straße zwischen der Stadt Madarounfa und der Staatsgrenze zu Nigeria. Die Asphaltierung der Straße wurde 2020, fünf Jahre später als geplant, abgeschlossen.